# حمد الخويطر
حمد بن عبد الله بن علي الخويطر ،(1929 - 2015) ولد في مدينة عنيزة بمنطقة القصيم بالمملكة العربية السعودية بتاريخ (1348/7/8هـ الموافق 1929/12/9م)، تخرج من جامعة القاهرة عام (1954) بشاهدة ليسانس آداب، وتفرغ للبحث الأدبي من عام (1954م حتى 1964م)، تحصل على درجة دكتوراه مع مرتبة الشرف في الآداب والعلوم الإنسانية من جامعة السوربون بباريس عام (1980).

## أبحاث وأعمال مقدمة للجامعة
- امرؤ القيس ابن الحجر (شاعر ما قبل الإسلام، حياته وأعماله)
- رؤية ابن حجاج (شاعر عصر الإسلام، حياته وأعماله)
- يزيد ابن مزيد الشيباني، من خلال العمل الشعري للشاعر مسلم ابن الوليد
- شروح نصوص قرآنية
- أبحاث حول شروح نصوص قرآنية
- معاني في المدح الموجه إلى الخليفة الأموي من الشاعر الإسلامي "جرير"
- أبحاث حول كتاب (شرح التصريف على التوضيح)
- أبحاث حول دور الحروف في اللغة العربية
- مكة والمدينة في العصر الذهبي
- تحقيق في المعلقات وتسميتها

## مناصبه
1. مندوب دائم للمملكة العربية السعودية لدى اليونسكو من عام 1964 إلى 1980[3]
2. عضوا بالمجلس التنفيذي لليونسكو من عام 1972 إلى 1976[4][5]
3. المركز الوطني للعلوم والتكنولوجيا من عام 1980 إلى 1981
4. مستشار بالديوان الملكي من عام 1981 إلى 2013[6]

## اشتراكاته في أوجه نشاط اليونسكو
1. عضو الوفد الدائم للمملكة العربية السعودية في المؤتمر العامة لليونسكو في الأعوام التالية: 1964 - 1966 - 1968 - 1970 - 1972 - 1974 - 1976 - 1978
2. عضوا وممثلا للوفد الدائم في المؤتمر الدولي للتعليم العام
3. عضوا وممثلا للوفد الدائم في المكتب الدولي للتربيه في الأعوام التالية: 1964 - 1965 - 1966 - 1967 - 1968

## المؤتمرات الدولية
1. المؤتمر العام لوزراء التربية من اجل محو الأمية (طهران - سبتمبر 1965)
2. اجتماع الخبراء الحكوميين لدراسة تطبيق الاتفاقيات الخاصة باستيراد المعدات ذات الطابع التربوي والعلمي والثقافي (جنيف - نوفمبر 1967)
3. المؤتمر الدولي للتخطيط التربوي (باريس - 1968)
4. مؤتمر بشأن الاستعمال المنهجي للقواعد العلمية والا حتفاظ بموارد الفضاء الحيوي (باريس - 1968)
5. مؤتمر الحكومات من اجل إنشاء منهج عالمي للإعلام العلمي (باريس - أكتوبر 1971)

## مؤتمرات عربية
1. المؤتمر الإقليمي الخامس للجان الوطنية العربية لليونسكو المنعقد في دولة الكويت (فبراير 1966)
2. اجتماع المندوبين العرب الدائمين لدى اليونسكو في الرباط (مايو عام 1969)
3. مؤتمر اللجان العربية المنعقد في الرباط (يناير عام 1971)
4. ندوة الأمناء العاميين للجان الوطنية لدى اليونسكو المنعقد في الرباط (يوليو عام 1972)
5. المؤتمر الإقليمي الثامن للجان الوطنية العربية لدى اليونسكو المنعقد في تونس (سمبتمبر 1973)
6. المؤتمر الإقليمي العاشر للجان الوطنية العربية لليونسكو المنعقد في أبو ظبي (عام 1977)
7. مؤتمر وزراء التربية المسئولين عن التخطيط الذي عقد في أبو ظبي (عام 1977)